# Luciobarbus aspius
Luciobarbus aspius es una especie de peces de la familia Cyprinidae, orden Cypriniformes.
Son peces dulceacuícolas de Lesoto y República Democrática del Congo que pueden llegar alcanzar los 42 cm de longitud total.